# هیرو مورای
هیرو مورای (متولد ۱۹۸۳)  یک فیلمساز ژاپنی-آمریکایی ساکن لس آنجلس است. برجسته‌ترین کارهای او شامل نماهنگ‌های موفق بین‌المللی برای هنرمندانی مانند دونالد گلاور ، ارل سوئیشرت ، چت فیکر ، فلایینگ لوتوس ، دیوید گتا ، سنت وینسنت ، د شاینز ، د فری ، بلوک پارتی ، کوئینز آو د استون ایج ، و اف‌کی‌ای توئیگز است. 
او در سال ۲۰۱۹ جایزه گرمی را برای بهترین موزیک ویدیو برای «این آمریکاست» با چیلدیش گامبینو دریافت کرد. او همچنین پنج نامزدی جوایز امی ساعات پربیننده را برای سریال FX Atlanta (۲۰۱۶-۲۰۲۲) و مینی‌سریال اچ‌بی‌او، ایستگاه یازده (۲۰۲۱-۲۰۲۲) دریافت کرد.  او کارگردان مکرر سریال بری (۲۰۱۸-۲۰۲۳) بیل هیدر در شبکه اچ‌بی‌او بود و تهیه‌کننده اجرایی سریال خرس (۲۰۲۲–اکنون) بود.